# Airbus Helicopters H130
Der Airbus Helicopters H130 ist ein bis zu achtsitziger, einmotoriger Hubschrauber mit Turbinenantrieb des europäischen Herstellers Airbus Helicopters, früher Eurocopter.

## Entwicklung

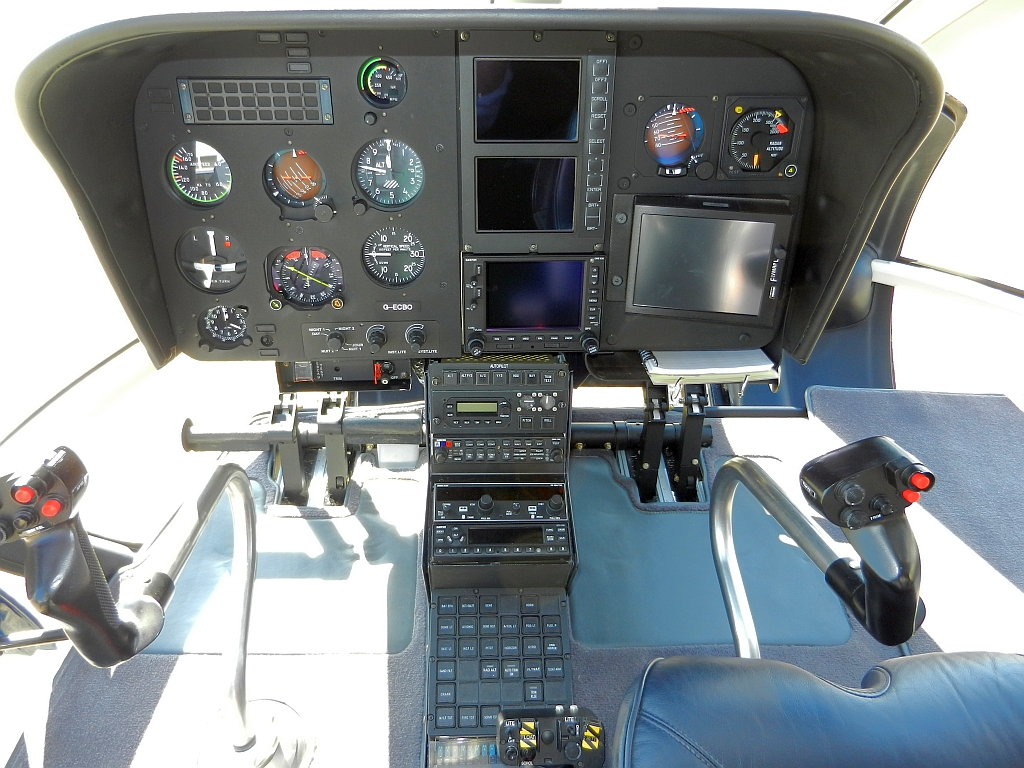
Das Cockpit einer EC 130

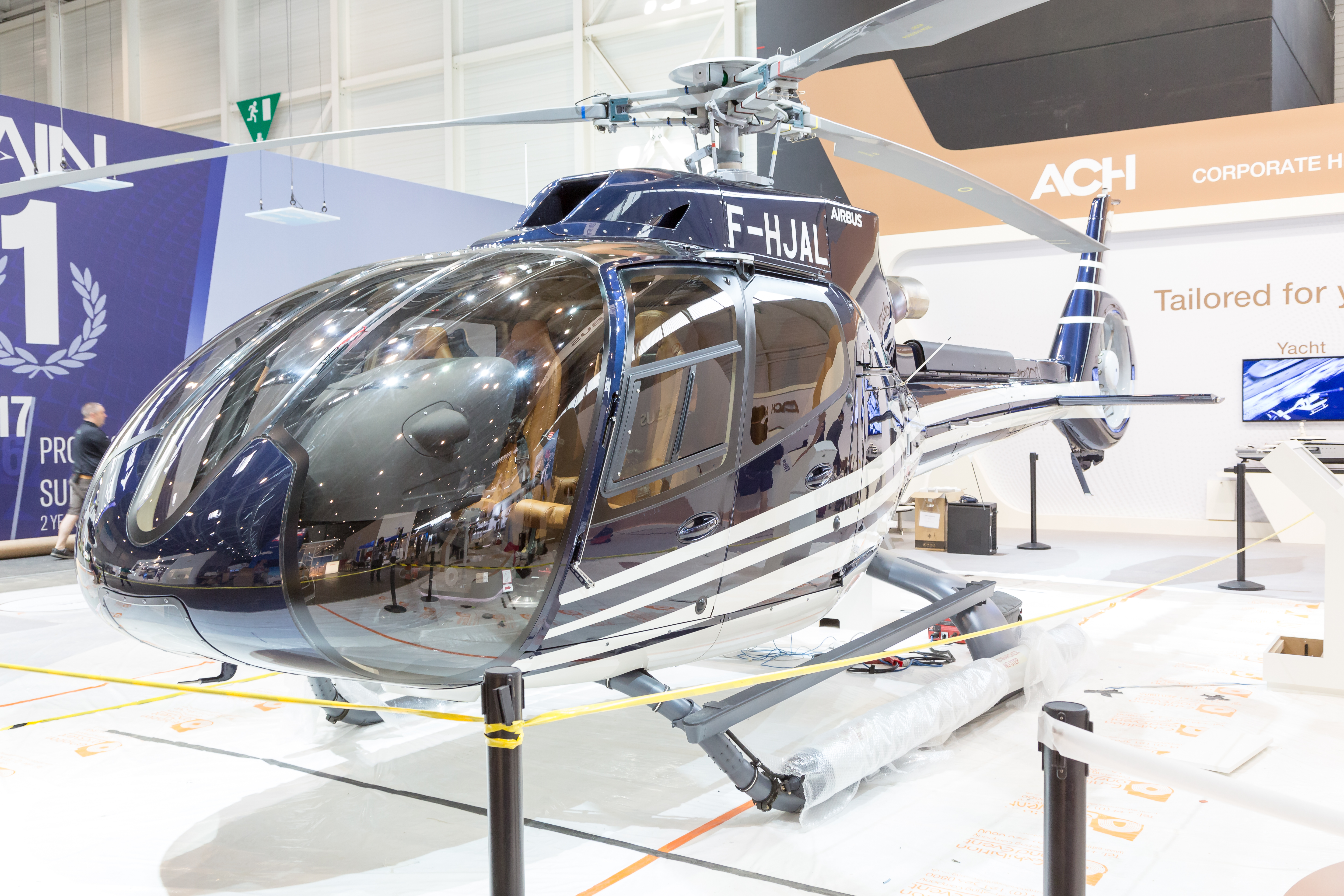
ACH130 von Airbus Corporate Helicopters

Der H130 wurde entwickelt, um die AS-350-Serie zu erweitern. Ihr offizieller Name ist daher AS 350 B4, da ihre Zulassung auf der AS 350 B3 basiert, deren Hauptrotorsystem übernommen wurde. Insbesondere war die Lärmentwicklung in den Vordergrund gerückt, da einige touristisch interessante Gebiete von den bisherigen Hubschraubern aufgrund der Lärmentwicklung nicht überflogen werden durften. Erste Untersuchungen zur Machbarkeit fanden im Jahre 1998 statt. Es zeigte sich, dass ein asymmetrischer Fenestron zusammen mit einer variablen Rotordrehzahl eine entsprechende Geräuschabsenkung ermöglicht, ohne dass aufwändige Neuentwicklungen notwendig sind.
Die Zulassung durch die FAA erfolgte am 14. Dezember 2000, die durch die JAA am 21. Dezember 2000. Startkunde war im Jahr 2001 die Luftfahrtgesellschaft Blue Hawaiian Helicopters, die bereits im Februar 2001 ein Vorserienexemplar erhielt. Der Grundpreis betrug 2002 1,6 Millionen US-Dollar, 2010 rund 3,1 Millionen US-Dollar. Die Serienmaschinen wurden ab September 2001 ausgeliefert. Im Dezember 2004 konnte bereits die 100. Maschine an einen Kunden übergeben werden. Im Februar 2012 gab Eurocopter die Entwicklung der EC130 T2 bekannt. Die Weiterentwicklung der Basisversion verfügt über ein modifiziertes Triebwerk mit weniger Verbrauch und längeren Wartungsintervallen bei gleichzeitig höherer Leistung (Dauerleistung 850 PS (625 kW), Startleistung rund 950 PS (699 kW)). Der Rumpf des Hubschraubers wurde zu 70 % überarbeitet, insbesondere um Probleme mit Verformungserscheinungen der alten Version (z. B. verzogene Türen) zu beseitigen.

## Technik
Der H130 verfügt über einen Dreiblatt-Hauptrotor und einen Fenestron als Heckrotor. Sie wird von einer einzelnen, mit einem digitalen Steuersystem (FADEC) ausgestatteten Turbine angetrieben, bietet Platz für 7–8 Personen und verfügt über ein neu entwickeltes Landegestell, das Resonanzerscheinungen wirkungsvoller als bisher unterdrückt. Technisch basiert die Maschine auf der Eurocopter AS 350, besitzt jedoch eine größere Kabine, die klimatisiert ist. Der Erstflug fand am 24. Juni 1999 statt.
Als Besonderheit erlaubt es das Flugsteuersystem, die Hauptrotordrehzahl abzusenken, um so die Geräuschentwicklung im Flug zu verringern. Mit 84,3 EPNdB unterschreitet sie den GCNP-Grenzwert (Grand Canyon National Park) um 0,5 dB. Zum Vergleich: Ein moderner Jet vom Typ Boeing 737-800 verursacht 79,1 dB, das Standardflugzeug der Privatfliegerei, die Cessna 172 mit modernem Lärmschutz, 66 dB.

## Technische Daten
| Kenngröße                     | H130                               | H130 T2                           |
| ----------------------------- | ---------------------------------- | --------------------------------- |
| Hauptrotordurchmesser         | 10,69 m                            | 10,69 m                           |
| Heckrotordurchmesser          | 1 m                                | 1 m                               |
| Länge                         | 12,64 m                            | 12,64 m                           |
| Rumpflänge                    | 10,68 m                            | 10,68 m                           |
| Höhe                          | 3,61 m                             | 3,61 m                            |
| Breite (mit Kufen)            | 3,04 m                             | 3,04 m                            |
| Laderaumvolumen               | 3,7 m³                             | 3,7 m³                            |
| Min. Leermasse                | 1.461 kg                           | 1.461 kg                          |
| Max. Startmasse               | 2.427 kg                           | 2.500 kg                          |
| Max. Startmasse mit Außenlast | 2.800 kg                           | 3.050 kg                          |
| Triebwerk                     | 1× Turbomeca Arrius 2B1 mit 632 kW | 1× Turbomeca Arrius 2D mit 710 kW |
| Max. Reisegeschwindigkeit     | 237 km/h                           | 237 km/h                          |
| Höchstgeschwindigkeit         | 287 km/h                           | 287 km/h                          |
| Dienstgipfelhöhe              | 5.029 m                            | 7.010 m                           |
| Reichweite                    | 640 km                             | 606 km                            |

## Vergleichbare Hubschraubertypen
- Bell 407
- MD 600N
- Agusta A119
- Kopter SH09